# Somália nos Jogos Paralímpicos de Verão de 2016
A Somália participou dos Jogos Paralímpicos de Verão de 2016, que foram realizados na cidade do Rio de Janeiro, no Brasil, entre os dias 7 e 18 de setembro de 2016.

## Atletismo
Masculino
Pista
| Atletas      | Evento    | Preliminares | Preliminares | Semifinal | Semifinal | Final       | Final       |
| Atletas      | Evento    | Marca        | Posição      | Marca     | Posição   | Marca       | Posição     |
| ------------ | --------- | ------------ | ------------ | --------- | --------- | ----------- | ----------- |
| Farhan Adawe | 100 m T52 | 18.49        | 5            | —         | —         | Não Avançou | Não Avançou |